# Kulturpreis des Bezirks Oberpfalz
Der Kulturpreis des Bezirks Oberpfalz ist eine seit dem Jahr 2000 vergebene Auszeichnung des bayerischen Regierungsbezirks Oberpfalz für Künstler und Kulturschaffende bzw. allgemein für Personen, Gruppierungen, Arbeiten oder Traditionsveranstaltungen, die sich aus Sicht des Bezirks Oberpfalz im Bereich der „Bezirksheimatpflege“ verdient gemacht haben bzw. sich als würdigbar erweisen. Der Preis wird jährlich in verschiedenen Kategorien vergeben, die jeweils vor der jährlichen Ausschreibung festgelegt werden. Das Preisgeld beläuft sich auf je 3.500 Euro. Nebenbei wird jährlich der Jugend-Kulturförderpreis des Bezirks Oberpfalz verliehen. Seit 2013 wird auch der Denkmalpreis des Bezirks Oberpfalz verliehen.

## Preisträger
| 2000                                                                                   | Kategorie:                                 |
| Bernhard M. Baron                                                                      | „Literatur“                                |
| Richard Wiedamann                                                                      | „Popularmusik“                             |
| Margarete Jäkel (Freilandmuseum Goglhof) Edelsfeld                                     | „Denkmalpflege“                            |
| 2001                                                                                   | Kategorie:                                 |
| Wilhelm Koch                                                                           | „Bildende Kunst“                           |
| Joseph Berlinger                                                                       | „Theater“                                  |
| Gesellschaft Steinwaldia Pullenreuth e. V.                                             | „Heimatgeschichtsforschung“                |
| 2002                                                                                   | Kategorie:                                 |
| Kirchenchor der Pfarrei St. Peter und Paul, Schierling                                 | „Chorgesang“                               |
| Jugendblaskapelle Nabburg                                                              | „Blasmusik“                                |
| Weidener Kammerorchester                                                               | „E-Musik“                                  |
| 2003                                                                                   | Kategorie:                                 |
| Bernhard Setzwein                                                                      | „Literatur“                                |
| Brückner & Partner                                                                     | „Neues Bauen in der Region“                |
| Rose Heuberger                                                                         | „Fotokunst“                                |
| Franz Joachim Braunmiller                                                              | „Fotokunst“                                |
| 2004                                                                                   | Kategorie:                                 |
| Margret Hölle                                                                          | „Mundartliteratur“                         |
| Helmut Burkhardt                                                                       | „Komponisten im Bereich E-Musik“           |
| Jeff Beer                                                                              | „Bildhauerei“                              |
| 2005                                                                                   | Kategorie:                                 |
| Ensemble Kreuzer, Weiden i.d.Opf                                                       | „Chor“                                     |
| Renner Ensemble Regensburg                                                             | „Chor“                                     |
| Bavarian Brass                                                                         | „Klassisches Blechbläserensemble“          |
| Kötztinger Pfingstritt                                                                 | „Brauchtum“                                |
| 2006                                                                                   | Kategorie:                                 |
| Musikkapelle St. Vitus, Burglengenfeld                                                 | „Blasmusik“                                |
| Harald Grill                                                                           | „Regionale Literatur“                      |
| Liederbühne Robinson                                                                   | „Kleinkunstbühnen“                         |
| 2007                                                                                   | Kategorie:                                 |
| Anwesen Fuchs in Starzenbach                                                           | „Denkmalpflege“                            |
| Grammophon Orchester                                                                   | „Unterhaltungsmusik“                       |
| Chor der Pfarrkirche St. Josef, Regensburg                                             | „Chor“                                     |
| 2008                                                                                   | Kategorie:                                 |
| Projekt St. Martin Ermhof                                                              | „Bodendenkmäler“                           |
| Historischer Pechofen, Fuchsmühl                                                       | „Bodendenkmäler“                           |
| Gisela Walch                                                                           | „Bildhauerei“                              |
| Gerwin Eisenhauer                                                                      | „Schlagwerk, Percussion“                   |
| 2009                                                                                   | Kategorie:                                 |
| Stammhaus der Freiherrn von Hundt, Sulzbach-Rosenberg                                  | „Denkmalpflege“                            |
| Historisches Spitalgebäude in Brennberg                                                | „Denkmalpflege“                            |
| Kneipenbühne Velburg (Roland Hertlein)                                                 | „Kleinkunstbühne“                          |
| STATT-Theater, Regensburg                                                              | „Kleinkunstbühne“                          |
| Segam & Andi B. (Mario Mages und Andi Bauer)                                           | „Popularmusik“                             |
| 2010                                                                                   | Kategorie:                                 |
| Brass Unlimited, Regensburg                                                            | „Blechbläserensemble“                      |
| Kleinbauernhaus in Seligenporten                                                       | „Denkmalpflege“                            |
| Heimatkundlicher Arbeitskreis Oberviechtach e. V.                                      | „Heimatgeschichtsforschung“                |
| 2011                                                                                   | Kategorie:                                 |
| Glashütte Lamberts                                                                     | „Denkmalpflege“                            |
| Lichtenegger Bund e. V., Rimbach                                                       | „Amateurtheater“                           |
| Bläserphilharmonie Regensburg                                                          | „Blasmusik“                                |
| 2012                                                                                   | Kategorie:                                 |
| Paul Schinner                                                                          | „Zeichnung“                                |
| Chorgemeinschaft St. Georg, Pressath                                                   | „Chor“                                     |
| Hammerherrenschloss Vilswörth, Rieden                                                  | „Denkmalpflege“                            |
| 2013                                                                                   | Kategorie:                                 |
| Friedrich Brandl                                                                       | „Literatur“                                |
| Orchester am Singrün                                                                   | „Orchester“                                |
| Erwin Otte                                                                             | „Bildhauerei“                              |
| 2014                                                                                   | Kategorie:                                 |
| Eveline Kooijman                                                                       | „Fotografie“                               |
| Werner Perlinger                                                                       | „Heimatgeschichtsforschung“                |
| Dombert’s Urban Jazz                                                                   | „Jazz-Formation“                           |
| 2015                                                                                   | Kategorie:                                 |
| Jürgen Böhm                                                                            | „Objektkunst und Installation“             |
| Marionettentheater Schwandorf                                                          | „Kleinkunst“                               |
| Die Original Bauernsfünfer                                                             | „Neuer Heimatklang“                        |
| 2016                                                                                   | Kategorie:                                 |
| Stimmwerck                                                                             | „Vokalensemble“                            |
| Rainer Christoph, Altenstadt a.d. Waldnaab                                             | „Grenzüberschreitende Kulturarbeit“        |
| Manuela Daschner, Zell (Landkreis Cham) und Regensburg                                 | „Heimatforschung“                          |
| 2017                                                                                   | Kategorie:                                 |
| Musikkapelle Ursensollen                                                               | „Blaskapellen/Blasmusik“                   |
| Kunstverein Weiden                                                                     | „Galerien“                                 |
| Theatergruppe St. Anton, Regensburg                                                    | „Theatervereine/Theatergruppen“            |
| 2018                                                                                   | Kategorie:                                 |
| Helmut A. Binser                                                                       | „Kabarett/Musikkabarett“                   |
| Chor „Lehra und Mehra“, Pemfling                                                       | „Chor (Popularmusik)“                      |
| Jonas Höschl                                                                           | „Druckgrafik“                              |
| 2019                                                                                   | Kategorie:                                 |
| Oliver Haffner für Wackersdorf                                                         | „Film“                                     |
| Blecherne Sait’n aus Schnaittenbach mit Ingrid und Franz Gericke sowie Josef Donhauser | „Volksmusik“                               |
| Heimatverein Eschenbach für das Eschenbacher Museum Beim Taubnschuster                 | „Museen“                                   |
| 2020                                                                                   | Kategorie:                                 |
| Julia Leidhold, Regensburg                                                             | „Tanz“                                     |
| Bernhard Dagner, Krummennaab                                                           | „Glaskunst“                                |
| Rosenfriedhof Dietkirchen                                                              | „Friedhofskultur“                          |
| 2021                                                                                   | Kategorie:                                 |
| Eva Karl-Faltermeier, Regensburg                                                       | „Podcast“                                  |
| Lena Kunstmann, Neumarkt                                                               | „Illustration“                             |
| Sperger Trio, Regensburg                                                               | „Kammermusik“                              |
|                                                                                        |                                            |
| 2022                                                                                   | Kategorie:                                 |
| das sündikat e. V., Weiden                                                             | Kulturverein                               |
| Robert Christ, Waldsassen                                                              | Fotografie mit Schwerpunkt Industriekultur |
| Die Nowak, Sinzing                                                                     | Popularmusik                               |
| 2023                                                                                   | Kategorie:                                 |
| Lupburger Musikanten, Lupburg                                                          | Tanzlmusi/Wirtshausmusi                    |
| Kühnlein Architektur, Berching                                                         | Landschaftsgebundenes zeitgemäßes Bauen    |
| Fischbauerndorf Kornthan (Landkreis Tirschenreuth)                                     | Kulturlandschaftspflege                    |

## Hinweis
Der Preis ist nicht zu verwechseln mit dem Nordgaupreis des Oberpfälzer Kulturbundes (vor 1981 Nordgau-Kulturpreis der Stadt Amberg), der beispielsweise in der Literatur über Ludwig Steininger oft als Kulturpreis des Bezirks Oberpfalz angegeben wird.